# René Schöfisch
René Schöfisch (né le 3 février 1962) est un ancien patineur de vitesse allemand.

## Jeux olympiques
- Médaille de bronze sur en 5000 m en Jeux olympiques d'hiver de 1984 à Sarajevo ( Yougoslavie)
- Médaille de bronze sur en 10 000 m en Jeux olympiques d'hiver de 1984 à Sarajevo ( Yougoslavie)